# Лари Дејвид
Лари Дејвид (енгл. Larry David; 2. јул 1947) је амерички глумац, комичар, сценариста и телевизијски продуцент. Један је од аутора познатог ситкома Сајнфилд, чији је главни сценариста и извршни продуцент био од 1989. до 1996. По завршетку Сајнфидла, Дејвид је тумачио главну улогу у серији Без одушевљења, молим телевизијске мреже Ејч-Би-Оу, која је делимично базирана на његовом личном животу.